# Helioseismologie
Helioseismologia este știința care se ocupă cu studiul propagării oscilațiilor în Soare, în special propagarea undelor de presiune acustice. Helioseismologia a apărut prin anii 1960-70 din studiul oscilațiilor fotosferice; ea
ne dă posibilitatea de a sonda interiorul Soarelui printr-o metodă analoagă cu seismologia terestră.
Pentru cazurile mai generale, ale stelelor, asteroseismologia este știința care se ocupă cu studierea structurii interne ale stelelor prin pulsațiile⁠(en)[traduceți] acestora, prin interpretarea spectrelor de frecvență ale acestora. 